# Символическое мышление

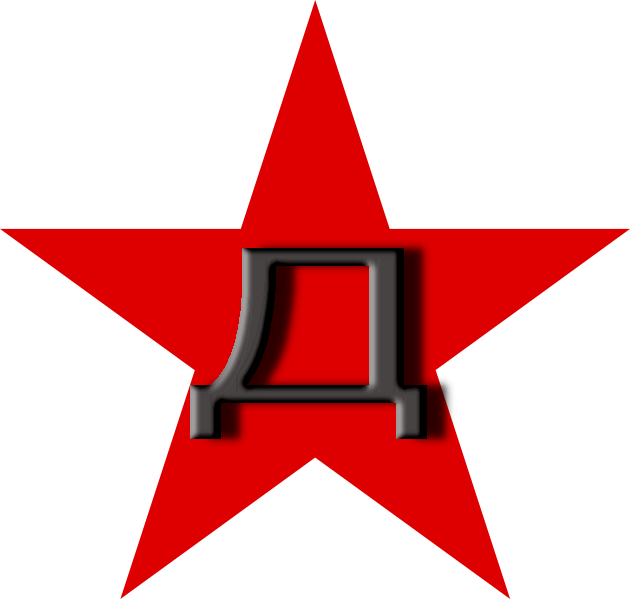
Пример символического мышления: больной Н. требовал от врача немедленно отнести городскому главе его требование в виде красной звезды на белом фоне с буквой Д по центру. На вопрос, что это значит, он ответил: «Требую отель „Красная звезда“ превратить в детский дом!».

Символи́ческое мышле́ние — психопатологический симптом, проявляющийся в расстройстве мышления, при котором больной придаёт понятиям аллегорический смысл, совершенно не понятный другим, но имеющий для больного исключительное значение. Например, увидев санитара в жёлтой рубашке он утверждает: «Это — предатель, потому что жёлтый — цвет предательства!». Также могут встречаться неологизмы, явления агглютинации слов. Чаще всего встречается при шизофрении, иногда сочетается с метафизической интоксикацией.

## Патогенез
По А. М. Иваницкому в основе симптома лежат те же механизмы, что и в разорванности (расщеплении) психической деятельности. Это сближает символическое мышление с шизофазией.

### Дифференциальный диагноз
Дифференциальная диагностика патологического символического мышления проводится с нормальным мышлением, в котором также могут использоваться яркие метафоры и другие виды символов. Но эти символы обычно широко известны, популярны и постоянны, например — зеркало Венеры — символ женского пола.